# Bataille des casernes

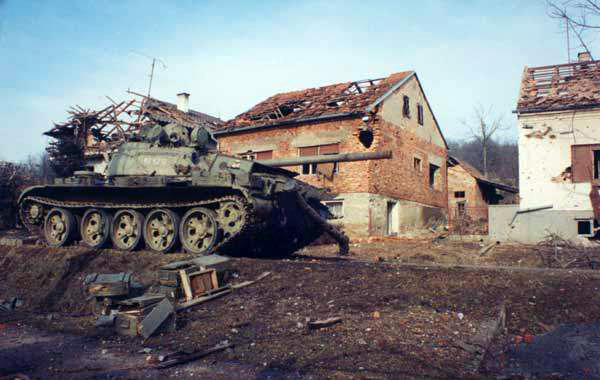
Un char T-55 de l’armée populaire yougoslave détruit par les Croates.

La bataille des casernes également appelée la guerre pour les casernes est le nom donné aux combats qui se sont déroulés principalement en septembre sur l’ensemble du territoire de la Croatie, pendant la guerre d’indépendance de 1991. Les combats avaient lieu entre les forces croates (constituées d’un embryon d’armée, des forces de police et des volontaires) et l’armée populaire yougoslave (JNA). 
Ces combats étaient d’une importance capitale pour les forces croates, car chaque prise de caserne permettait de récupérer des armes lourdes (chars de combat, blindés, et artillerie) qui faisaient jusqu’à présent lors des combats, tant défaut.

## Introduction
La Croatie en tant que membre de la République fédérative socialiste de Yougoslavie jusqu’en 1991, pour assurer sa défense, participe au financement de l’armée populaire yougoslave (JNA). Lorsque la Croatie proclame son indépendance en 1991, un grand nombre d’unités de l’armée populaire sont stationnées dans ces casernes sur l’ensemble de son territoire.
Cette situation devient problématique lorsque ces casernes sont situées loin du front, elle l’est encore plus lorsqu’elles sont situées parfois en plein centre-ville, entraînant un risque important de dommages collatéraux, et destructions d’objectifs civils lors d’éventuels affrontements.
Frappée d’embargo, l’armée croate est largement sous- équipée en armement lourd, alors que les casernes de l’armée yougoslave en regorgent à la suite de la confiscation des armes de sa défense territoriale.
La dégradation de la sécurité intérieure au cours de l’année 1990 amène les dirigeants croates à préparer le pays en cas de conflit ouvert avec les séparatistes serbes et l’armée yougoslave. Le commandant de l’armée croate (l’ancien ministre de la défense Martin Špegelj, un des partisans de la prise en force des casernes) conçoit un plan d’attaque et de prise des armes lourdes de l’ensemble des casernes sur le territoire croate.
Avec le début de la guerre en Slovénie (juin 1991), Martin Špegelj (en) propose au président croate Franjo Tuđman une attaque des casernes comme soutien aux Slovènes. Tudjman refuse, effrayé par la puissance de l’armée populaire yougoslave.
À la suite de l’escalade des affrontements et des violences pendant l’été 1991, l’armée yougoslave se positionne ouvertement en faveur des séparatistes serbes. 
Face à cet engagement, l’embryon de l’armée croate engage un blocus des casernes afin de limiter les déplacements de l’armée yougoslave sur la partie libre de son territoire. Le problème du sous-effectif de l’armée croate impose que le blocus soit réalisé par des forces de police, la sécurité civile et des civils faiblement armés et entraînés.

## Le début de la guerre
L’augmentation des tensions se faisait de plus en plus sentir depuis le milieu de l’année 1990 et les négociations permettaient de résoudre parfois le problème des casernes. L’armée populaire yougoslave et les dirigeants croates ont trouvé un accord pour l’évacuation de certaines casernes éloignées des lignes de front comme celles des villes de Pula et Rijeka (13e corps).
Ce compromis fut critiqué par une partie de l’armée croate (dont Martin Špegelj (en)) qui constata que les dirigeants croates laissaient l’ennemi se retirer avec tout son matériel alors que la guerre était imminente.
La guerre qui s’annonçait, et l’indépendance de la Slovénie déclarée peu de temps auparavant, a entraîné un refus des populations non serbes d’une entrée en guerre au profit des objectifs serbes et a provoqué des désertions massives de personnel, ayant pour conséquence un affaiblissement de l’armée yougoslave. Ceci provoqua, en 1991, un manque de personnel pour pouvoir utiliser toutes les armes disponibles.
Le début des affrontements guerriers a débuté en août 1991 dans la Slavonie orientale, avec la bataille de Vukovar et dans l’arrière-pays dalmate appelé Krajina avec les séparatistes serbes. L’escalade des affrontements amena les commandants locaux à prendre l’initiative de l’attaque des casernes, souvent à l’encontre de la volonté des autorités croates, qui souhaitaient une poursuite des négociations, même lorsqu’un tiers de son territoire était passé sous le contrôle des séparatistes serbes soutenus par l’armée yougoslave.
Les principales batailles se sont déroulées entre le 14 et le 19 septembre 1991. Durant ces 6 jours, 36 casernes et entrepôts et 26 cantonnements militaires ont été placées sous contrôle croate à la suite d'affrontements ou de redditions. 
Le 27 septembre l'opération Bilogora est engagée avec la prise de la caserne militaire de Bjelovar et Koprivnica. Après leur chute, certaines casernes furent bombardées par l'aviation militaire de l’armée yougoslave, mais globalement l'organisation des forces locales croates a permis dans de nombreux cas une extraction rapide du matériel nouvellement approprié. 
Les recensements feront apparaître que 5 casernes furent bombardées par l’aviation de la JNA à la suite de leur chute.

## La guerre des casernes

### Zagrebet le centre de laCroatie
La caserne de Zagreb appelée Maréchal Tito était une des plus importantes en Croatie, car c’était le centre régional de la 5e région militaire, du 10e corps d’armée de Zagreb et d’un petit nombre d’unités de soutien. 
Les forces croates n’engagèrent pas d’attaques frontales, conscientes de la puissance de la JNA et des possibles dégâts sur la capitale. Les combats étaient sporadiques, constitués d’échange de tirs venant et en direction de la caserne.
Un cessez-le-feu fut établi et les combats cessèrent jusqu’à la signature du dernier accord de cessez-le-feu en fin d’année. À la suite de cet accord, la JNA évacua la caserne et quitta définitivement la Croatie courant janvier 1992.
- Jastrebarsko

La caserne de Jastrebarsko était le lieu d'implantation de la 4e brigade de blindés, une unité d'élite de blindés de la JNA. Cette unité a réussi à percer le siège de la caserne et s’est enfuie vers le sud pour rejoindre le restant des forces de la JNA dans la région de Banovina dans le centre de la Croatie.
- Sisak

La caserne de Sisak et ses dépendances se sont rendues le 9 septembre 1991.
- Samobor

La caserne de Samobor s’est rendue aux forces croates le 7 octobre 1991.

### Au nord
- Varaždin

La caserne de Varaždin était avec Zagreb, une des plus grandes de Croatie. Elle abritait le 32e corps d'armée de la JNA et tout particulièrement une unité d’élite constituée d’une brigade de blindés motorisés, ainsi qu’un régiment d’artillerie.
Le siège des casernes de Varaždin débuta dans la nuit du 13 au 14 septembre, avec la coupure de l’alimentation électrique et de l’approvisionnement en eau et vivres de la caserne. Les combats débutèrent le 15 septembre par le bombardement de la part de l’aviation militaire de la JNA de l’aérodrome de Varaždin. L’intensification des combats entraîna d'importantes désertions de soldats de la JNA, ainsi que des affrontements dans l’enceinte de la caserne. Après ces événements, l’artillerie et les chars de combat débutèrent des bombardements sur des cibles civiles de la ville ce qui entraîna une escalade des affrontements.
Après une semaine d’affrontements sporadiques et afin de préserver ses soldats, le commandant de la caserne, le général Vladimir Trifunović se rendit le 22 septembre 1991.
Pour ces actes, le général Trifunović fut méprisé par les deux parties, les tribunaux croates le condamnèrent par contumace à 15 ans de prison pour la destruction de la ville de Varaždin, et la justice militaire serbe à 11 ans pour trahison.
Le résultat de la prise de la caserne de Varaždin fut impressionnant pour les forces croates :
- 74 chars de combat T-55.
- 88 engins blindés.
- 36 canons automoteurs anti-aériens.
- 24 canons antichars de 100 mm.
- 72 mortiers de 120 mm.

Le bilan des combats fut de 6 morts (3 civils, 2 soldats de la JNA et un soldat croate) et 37 blessés.
- Bjelovar

La caserne de Bjelovar au nom de "Vojnović" et ses dépendances étaient le siège de la 265e brigade mécanisée d’engins blindés. Dans le cadre de l’opération Bilogora, elle fut prise par les forces croates le 29 septembre 1991.
Un des officiers de le JNA le commandant Milan Tepić de la caserne "Božidar Adžija" refusa la reddition d’un dépôt isolé de munitions situé dans le village de Bedenik.
Après avoir libéré ses troupes, il s’enferma dans le dépôt et à 10h17, à l’arrivée de l’armée croate, il activa les 170 tonnes d’explosifs stockés. Cette explosion provoqua sa mort et celle de 11 soldats croates, la destruction intégrale du dépôt de munitions ainsi que la forêt environnante et toute trace de vie sur plusieurs centaines de mètres. Les traces de cette explosion sont toujours visibles de nos jours.
Les casernes de la région de Bjelovar permirent aux forces croates de récupérer :
- 78 chars de combat T-55
- 80 engins blindés

- Koprivnica

La caserne de Koprivnica fut prise de 30 septembre 1991 dans le cadre de l’opération Bilogora. Elle fut bombardée par l’aviation militaire de la JNA le 5 octobre ce qui provoqua la mort d’un soldat croate.
- Virovitica

La caserne de Virovitica était le siège de la 288e brigade mixte d’artillerie et de lutte antichar de la JNA. Elle fut prise par les forces croates le 17 septembre 1991 ce qui entraîna la mort d’un soldat croate.
- Čakovec

La caserne de Čakovec se rendit sans combats le 17 septembre 1991.

### Slavonie
- Osijek

Les casernes d’Osijek ont globalement été évacuées par un accord en juin 1991, avant l’escalade guerrière. Une célèbre vidéo montre l’évacuation de ces casernes et la destruction d’une Zastava 600 écrasée sous les chenilles d’un char T-55 yougoslave.
Des combats eurent lieu autour du « Polygone C », une base de l’armée yougoslave qui servit de place force pour les combats et les bombardements de la ville d’Osijek et ses environs. Cette caserne fut prise le 17 septembre.
- Đakovo

Đakovo était le lieu de résidence de la 158e brigade mixte d’artillerie anti-chars, équipée de canons et de blindés de lutte anti-chars. La caserne fut conquise après des combats dont le bilan s’est élevé par la perte de 4 soldats croates et d’un civil. 54 canons anti-chars de 100 mm et 48 canons anti-aériens furent capturés par l’armée croate.
- Vukovar

La caserne de Vukovar n’a jamais été prise par les forces croates. Durant la bataille de Vukovar, les forces croates devaient faire face à l'armée yougoslave et aux paramilitaires serbes bien plus nombreux et mieux équipés. Ceux-ci utilisèrent les casernes des environs comme bases d’attaque sur la ville qui fut presque entièrement rasée après un siège de 87 jours.
- Vinkovci

La caserne Đuro Salaj située à Vinkovci fut impliquée dans les bombardements de la ville en juin 1991.

### IstrieetDalmatie
La caserne de Rijeka et le secteur militaire maritime de Pula ont été transférés avant le début des affrontements.
Rijeka était le siège du 13e corps d'armée de la JNA, il sera évacué par voie maritime au Monténégro, puis transféré en 1992 en Bosnie-Herzégovine pour y participer aux combats.
Le secteur militaire maritime de Pula sera transféré dans les bouches de Kotor, l’unique base navale de l’armée yougoslave après l’indépendance de la Croatie.
- Zadar

La caserne de Zadar a été évacuée avant le début de la guerre. Ses unités se sont installées en périphérie de la ville, en renfort des séparatistes serbes et participé aux nombreux bombardements de la ville.

### Lika
Gospić fut au mois de septembre 1991 un lieu intense d’affrontement et sa caserne fut prise par les forces croates le 18 septembre.

### Les îles Dalmates
Les îles de Lastovo et Vis étaient deux importantes bases navales de la marine de guerre de la JNA.
Durant le conflit, ces bases ont participé au blocus des ports croates avec plus ou moins de succès car les navires de la marine de guerre yougoslave étaient souvent les victimes des tirs des canons de la défense côtière alors sous contrôle croate. La JNA quittera définitivement ces deux îles pour s’installer dans la base navale des bouches de Kotor en mai 1992.

## Conséquences
Le début de la guerre pour les forces croates était marqué par un manque chronique d’armement. Une estimation au début du conflit faisait apparaître côté croate, environ 15 chars (des M4 Sherman américains et des T-34 soviétiques), contre environ 2000 chars côté JNA.
La prise des casernes fut le moyen le moins onéreux et le plus rapide pour compléter l’équipement de cette armée naissante à la suite de l’instauration de l’embargo sur l’importation des armes de la part de la communauté internationale. 
La prise des casernes de Bjelovar et de Varaždin a amené 140 chars à l’armée croate, soit environ 7 % des forces blindés de la JNA, ce qui permit la création du premier bataillon de char T-55 dès le mois d’octobre et un ralentissement des attaques et de la progression de la JNA et des paramilitaires serbes.